# Bien (filosofía)
El bien es el valor otorgado a una acción de un individuo, es una inclinación natural a fomentar lo deseable, motivado por una comprensión del entorno, de las personas o de uno mismo (por ejemplo a través de un profundo ejercicio de la empatía). Un conjunto de buenas acciones.
Algunas religiones, como la judía y la cristiana, contemplan la historia del mundo y la historia de cada ser humano como una lucha histórica entre el bien y el mal, en la que el bien es previo al mal y lo supera. De ahí que se promueva la virtud, como camino del bien, y se combata al pecado, como camino del mal.

## Posturas filosóficas
1. Teoría metafísica, según la cual el Bien es la realidad, realidad perfecta o suprema.
2. Teoría subjetiva, según la cual el Bien es lo deseado o lo que gusta, y se consigue tan solo realizando dichas acciones.

El pensamiento humano ha seguido estos dos caminos divergentes: lo absoluto y lo relativo. Entre los pensadores contemporáneos se mantienen aún ambos puntos de vista, aunque tiene más adeptos el relativo. Para el hombre moderno, que mira a la ciencia y a la razón con gran respeto, es difícil encontrar argumentos adecuados que justifiquen la teoría absoluta del bien y del mal.
La postura relativista supone, incluso, que las actitudes básicas del hombre, tales como el amor y el miedo, que se asocian casi siempre al bien y al mal, respectivamente, producirán efectos distintos según las épocas y las sociedades en las cuales se produzcan, algo que no resulta fácil aceptar. Si no existe actitud mejor que otra, tampoco uno debería sentirse obligado a adoptarla.
El bien moral no es aquello que perfecciona a una realidad según su modo específico de ser y actuar, ya que para alcanzar tal perfección los modos concretos no están dados. Es la libertad quien tiene que elegirlos y dado que no está asegurado que alcancemos los fines naturales del hombre, la naturaleza humana tiene unas referencias orientativas para la libertad.

## Posturas científicas
Las investigaciones del psicólogo social Charles Daniel Batson, ampliamente verificadas por más de treinta y cuatro experimentos, concluyen que existe una cantidad considerable de evidencia empírica que sugiere que, por lo menos, tenemos la capacidad de comportarnos movidos por sentimientos no puramente egoístas. El que manifestemos o no esa capacidad depende probablemente de muchos factores, pero la tenemos, y eso ya es algo. "En cualquier caso", afirma la psicóloga social Elena Gaviria, "el hecho de que se haya podido demostrar experimentalmente la existencia de una motivación altruista abre una brecha importante en la tradición psicológica defensora del egoísmo y el hedonismo como único móvil de la acción humana".

## Antigüedad

### Uso común
En el idioma griego antiguo, el adjetivo ἀγαθός agathós 'bueno' se usa comúnmente para indicar que una persona o cosa es eminentemente apta para una tarea o propósito. En Homero , por ejemplo, un guerrero capaz de luchar es agathos. La palabra describe una alta cualidad que se aprecia y desencadena una emoción correspondiente. La palabra σπουδαῖος spoudaíos 'competente, excelente, excelente' se usa a menudo en el mismo sentido que agathos. El sustantivo neutro τὸ ἀγαθόν a agathón significa tanto "el bien" como "el bien".
Se puede saber si una persona es buena por su “trabajo” (érgon), es decir, por la calidad de sus servicios o productos. Desde la perspectiva de los demás, alguien es bueno porque hace algo útil por él; el bien está íntimamente relacionado con lo útil. La cualidad de una persona que la califica como buena es su “aptitud” ( aretḗ ). Con agathos y aretéoriginalmente sólo estaban conectadas las ideas de idoneidad, eficiencia, éxito y utilidad, no necesariamente les pertenecía una cualidad moral. Por ejemplo, un cuchillo puede ser “bueno” porque produce cortes limpios, o un ladrón “bueno” puede practicar el oficio criminal de una manera que le es favorable. Sólo bajo la influencia de la filosofía posterior , areté se convirtió en virtud moral y agathos recibió el significado especial de "moralmente bueno", mientras que la utilidad permaneció como una connotación. Lo bueno se colocó en estrecha relación con lo bello, la combinación de ambos en una sola persona correspondía al ideal de Kalokagathia (literalmente, "belleza y bondad").
Los sofistas, que vivieron en la segunda mitad del siglo V a. C. surgieron como mediadores de la educación, procedieron de la idea imperante del bien. Lo concibieron como lo que generalmente se considera deseable y trae satisfacción a quienes lo alcanzan. Por lo general, uno piensa en el éxito, que se manifiesta en la fama, el poder y la riqueza.
En latín, las palabras bonus ("bueno") y bonum ("el bien", también "el bien") se usaban de forma análoga a las palabras griegas agathos y to agathon . Aquí, también, el uso original y general se refería a la idoneidad, la utilidad y la capacidad, en filosofía se refería específicamente a lo moralmente bueno. Los pensadores romanos adoptaron muchos conceptos de los filósofos griegos y los modificaron cuando fue necesario. En lugar de la estrecha conexión entre lo bueno y lo bello, expresada en el ideal griego de Kalokagathia, los romanos introdujeron la conexión entre lo bueno y lo honorable (honestum) iniciada por Cicerón.

### Sócrates
Sócrates, que se opuso a la sofística, se opuso a la comprensión de los sofistas de que el bien no tiene un contenido objetivo sino que está determinado únicamente por metas subjetivas y normas sociales. En cambio, llamó a buscar una definición universal de este término; preguntó qué es bueno en sí mismo. Sin embargo, él mismo no afirmó haber encontrado una definición filosófica totalmente satisfactoria e incuestionable, sino que solo presentó los resultados parciales que había arrojado su búsqueda. Como no dejó escritos, su opinión no se conoce con exactitud. Las opiniones del Sócrates histórico sólo pueden deducirse indirectamente de las fuentes, sobre todo de los diálogos ficticios y literarios de su alumno Platón. Sin embargo, el “Sócrates platónico” que aparece allí como orador es solo una figura literaria cuya relación con el Sócrates histórico no está clara.

### Platón
La teoría de Platón se diferencia de otras teorías del bien gracias a su enfoque en el conocimiento. Esta teoría postula que el mal está relacionado directamente con la ignorancia, mientras el bien viene de la inteligencia. Platón planteó que el bien es un intelecto que viene directamente del hecho que el universo necesita un orden, y que la verdad es algo semejante al bien. 

## SiglosXXyXXI

### Filosofía analítica y posanalítica
De acuerdo con un amplio consenso, la expresión lingüística "bueno" se usa de diferentes maneras, por ejemplo puede calificarse de "bueno" lo que es bueno como medio para alcanzar determinados fines ("uso instrumental"). La ética sistemática, por otro lado, está tradicionalmente solo o al menos principalmente interesada en lo que es específicamente moralmente bueno, un término que se aplica en particular a los motivos de la acción, los planes de vida, las acciones, las consecuencias de las acciones y similares. Muchos filósofos aceptan una distinción propuesta por William David Ross entre lo que es "moralmente bueno", que se refiere a lo interno (voluntad y motivos), y lo que es "moralmente correcto", que se refiere a la acción externa. Además, a menudo se habla de un “bien evaluativo”, es decir, algo por lo que vale la pena luchar, y esto se refiere a borradores de una “buena vida”. A menudo se hace referencia a las consecuencias de la acción (“ consecuencialista ”) y al deber objetivo (“ deontológico ”) los borradores de la ética al bien y lo moralmente correctos y la llamada ética de la virtud o “ética del esfuerzo” al bien valorativo.
Análisis no cognitivistas del "bien"
El análisis del contenido y las condiciones de uso de los conceptos morales, especialmente el concepto del bien, está en el corazón de la metaética . Los llamados cognitivistas difieren fundamentalmentePosiciones de los no cognitivistas. Los análisis se denominan cognitivistas, que atribuyen un contenido racionalmente reconstruible a los conceptos morales. Se supone que las oraciones que usan tales términos expresan creencias que pueden evaluarse como verdaderas o falsas, justificadas o no. Los defensores de las posiciones no cognitivistas lo niegan y afirman, en cambio, que simplemente no hay cualidades o hechos morales a los que términos como "el bien" puedan siquiera referirse. Desde un punto de vista no cognitivista, las declaraciones que utilizan términos morales ni siquiera pueden intentar expresar creencias que puedan evaluarse como verdaderas o falsas (no cognoscitivismo en términos morales).
Muchos de los primeros defensores de tal no cognitivismo fueron influenciados por un análisis publicado por George Edward Moore en 1903. Su escrito Principia ethica trata del predicado "... es bueno" en términos de lenguaje y análisis de conceptos . Rechaza tanto las teorías que asumen que "bueno" es una propiedad natural de las cosas o acciones como las teorías que equiparan "bueno" con sentimientos como "felicidad" o "satisfacción". Si bien cree que es posible definir qué es "bueno para (un propósito particular)", Moore sostiene que "bueno en sí mismo" es indefinible. "Bueno" es un término simple que no tiene sinónimos aún podría definirse mediante una combinación de varios términos. Tales intentos de definición se basan en un error que Moore llama una "falacia naturalista". Los enunciados en los que algo se describe como bueno no son demostrables ni refutables y no pueden aportar nada al conocimiento relativo a las situaciones de acción. El efecto del análisis de Moore fue particularmente grande en el mundo de habla inglesa, especialmente hasta la década de 1960.
Numerosos filósofos declaran que la suposición de un "bien en sí mismo" no tiene sentido y niegan el anclaje del bien en un sistema de valores objetivamente existente. Afirman que expresiones como "bueno" y "lo bueno" no tienen contenido material, expresando nada más que un respaldo moral subjetivo. Las declaraciones sobre la bondad no se pueden verificar y son filosóficamente irrelevantes. Algunos filósofos consideran tales juicios como meras manifestaciones de sentimientos subjetivos ( emotivismo ). La evaluación de que una calificación como "buena" solo puede decir algo sobre el sujeto a juzgar, pero no sobre lo que se está evaluando, se representa, p. Charles Kay Ogden, Ivor A Richards, Moritz Schlick, Bertrand Russell,Alfred Jules Ayer y Charles Leslie Stevenson.
Interpretaciones éticas-virtuales del bien como determinación de una vida buena
Elizabeth Anscombe presentó una de las primeras declaraciones influyentes sobre la situación de la filosofía moral en su ensayo de 1958 Modern Moral Philosophy. Según su diagnóstico, los habituales enfoques morales-filosóficos contemporáneos coinciden en que se siguen utilizando términos como "moralmente bueno", "moral deber", pero estos sólo funcionan con referencia a un legislador que garantiza la autoridad moral. Pero tal cosa falta, puesto que ya no se estima ningún concepto de Dios. Sin embargo, la alternativa plausible a la ética basada en la religión no son conceptos como “moralmente bueno” en el sentido de términos endebles.seguiremos utilizando, sino el desarrollo de una ética de las virtudes en el sentido aristotélico. Según la lectura más común, el relato de Anscombe equivale a lo segundo, según una lectura alternativa, por otro lado, pretendía el renacimiento de una ética estricta, deontológica, religiosa - sobrenaturalista. Sin embargo, hay acuerdo en que Anscombe influyó en el resurgimiento de los enfoques de la ética de las virtudes.
También en 1958, Philippa Foot publicó su muy aclamado ensayo Argumentos morales, en el que argumentaba contra el relativismo moral-filosófico y el no cognitivismo. Términos morales como "bueno", argumenta, seguían reglas de uso comúnmente aceptadas; la única alternativa a aceptar estas normas era prescindir por completo del vocabulario moral. Este uso implica que las virtudes morales están relacionadas con algo que es bueno (beneficioso) o perjudicial para una persona. Las preguntas por qué relacionadas con tales evaluaciones tendrían que llegar a una conclusión en la que preguntar por qué no tiene sentido alguien tiene ciertas preferencias. En muchos otros, p. En publicaciones que fueron bien recibidas en teología moral, Foot continuó desarrollando su variante de una ética de la virtud neoaristotélica. Su obra Natural Goodness forma una conclusión, en la que asume que “patrones de normatividad natural” resultan de un ciclo de vida.
Entre los intentos más influyentes de proporcionar respuestas éticas de la virtud a la cuestión del "bien", interpretando el bien como "la buena vida", se encuentra el enfoque neoaristotélico (y tomista ) de Alasdair MacIntyre. Su principal obra moral-filosófica, en la que elabora este enfoque, es After Virtue (1981), pero ya su monografía A Short History of Ethics de 1966 criticada en el capítulo final (Modern Moral Philosophy)El análisis de Moore de que "bueno" no es analizable. Para usar dichos términos de manera inteligible, necesitaríamos conocer el significado al menos a través de un ejemplo estándar; además, Moore no puede explicar por qué el hecho de que algo sea bueno constituye una razón para actuar.
La escritora y filósofa Iris Murdoch abogó en su tratado de 1970 La soberanía del bien  - por un vínculo con la concepción platónica del bien, el cognitivismo metaético asociado, el realismo ontológico con respecto a las formas inmateriales y también los modelos de acción descritos por Platón, lo que condujo a la elaboración de un adecua la antropología y exige la psicología moral. Aunque su trabajo a menudo no cumple con los estándares formales establecidos en el contexto de la filosofía analítica, Murdoch fue recibido por muchos filósofos con formación analítica, incluyendo a Hilary Putnam, quien u. a la crítica Murdoch (y de Stanley Cavell ) de la distinción hecho - valor ampliamente aceptada en epistemología y ontología analíticas, y Charles Taylor.
La ética de la virtud sistemática más reciente se ocupa de z. El enfoque de B. Murdoch inspirado en el platonismo o el neoaristotelismo de Foot, Martha Nussbaum, John McDowell o MacIntyre y presenta así alternativas o complementos a las respuestas a la pregunta por el bien, tal como se encuentran en los enfoques filosófico-morales, especialmente de las más diversas familias Desarrollar la teoría del consecuencialismo o la ética normativa deontológica.
Evaluaciones consecuencialistas del bien.
Las filosofías morales consecuencialistas evalúan decisiones, acciones y motivos según las buenas o malas consecuencias que tengan. Al hacerlo, deben asumir que ciertos hechos que resultan de buenas decisiones son intrínsecamente buenos. Este bien intrínseco se define de manera diferente: los consecuencialistas monistas identifican el bien con el bienestar, la satisfacción de preferencias o la "felicidad", las teorías pluralistas se refieren a diferentes puntos de vista. También se puede incluir la distribución del bien. Las variantes más conocidas del consecuencialismo son las formulaciones clásicas del utilitarismo de Jeremy Bentham , John Stuart Mill oEnrique Sidgwick . En los debates sistemáticos de los siglos XX y XXI se desarrollaron y defendieron una amplia variedad de otras variantes de respuestas utilitaristas y consecuencialistas a la cuestión del bien. Representantes conocidos incluyen a Richard M. Hare, Marcus Singer, Richard Booker Brandt, John Harsanyi, James O. Urmson, John Jamieson Carswell Smart, Peter Singer, Samuel Scheffler, Shelly Kagan, Brad Hooker, Philip Pettit y Michael. Ranura Pedro Railton.

### Perspectivas deontológicas sobre el bien
En contraste con los puntos de vista consecuencialistas, las teorías morales deontológicas determinan el bien al ajustarse a una norma moral que debe seguirse estrictamente. La formulación de Kant de una posición deontológica fue pionera en esta dirección. Samuel Clarke, Joseph Butler y Thomas Reid también se encuentran entre los clásicos. Las variantes más recientes pueden clasificarse en un grupo que parte del agente y sus deberes, otro que toma como punto de partida al destinatario de las acciones y sus derechos, y un tercero que se basa en modelos contractuales.
Muchos defensores de la opinión de que el bien no puede derivarse de razones previas, sino que solo se capta en una intuición original (racional) (el llamado intuicionismo ), han representado una concepción moral deontológica. Estos incluyen a Moore, Horace W.B. Joseph, Edgar F. Carrit, William David Ross, Harold Arthur Prichard, Henry Sidgwick, Hastings Rashdall, John M.E. McTaggart, CD Broad y Alfred Cyril Ewing. Los representantes actuales incluyen a Robert Audi y Russ Shafer-Landau.